# IPad
iPad (укр. айпа́д або айпе́д) — серія планшетних комп'ютерів від Apple Inc. Заявлений як проміжний варіант між ноутбуками MacBook і портативними медіаплеєрами iPod Touch, здатний виконувати певні операції, пов'язані з переглядом відео, прослуховуванням аудіозаписів, читанням електронних книг, а також використанням можливостей Інтернету краще за обидва вищевказані пристрої. iPad використовує ту ж саму операційну систему, що й iPhone та iPod Touch. Керування здійснюється пальцями через сенсорний дисплей Multi-touch, що не схоже на попередні планшетні комп'ютери, які використовували перо. Для перегляду інтернету використовується Wi-Fi або 3G. USB кабель синхронізує iPad з комп'ютером через програму iTunes, так само як і iPhone. iPad був презентований 27 січня 2010 року на прес-конференції Apple у Сан-Франциско. Спочатку iPad продавався в США, потім в Австралії, Канаді, Франції, Німеччині, Італії, Японії, Іспанії, Швейцарії та Великій Британії. В Австрії, Бельгії, Гонконзі, Ірландії, Люксембурзі, Мексиці, Нідерландах, Новій Зеландії та Сингапурі Apple почали випуски iPad у липні 2010 року.

## Технічні характеристики
| Модель             | Wi-Fi | Wi-Fi + 3G                                                                                                |
| ------------------ | --- | --- |
| Дата представлення | 27 січня 2010 року                                                                                        | 27 січня 2010 року                                                                                        |
| Дата випуску       | 3 квітня 2010 року                                                                                        | 30 квітня 2010 року                                                                                       |
| Дисплей            | multitouch дисплей 1024x768 пікселів зі світлодіодною підствіткою та стійким робочим покриттям.           | multitouch дисплей 1024x768 пікселів зі світлодіодною підствіткою та стійким робочим покриттям.           |
| Процесор           | Apple A4 1 Ггц система на чипі                                                                            | Apple A4 1 Ггц система на чипі                                                                            |
| Пам'ять            | Незмінна, 16, 32, 64 Гб                                                                                   | Незмінна, 16, 32, 64 Гб                                                                                   |
| Екологічні датчики | Акселерометр, датчик розсіяного світла, магнітометр (для цифрового компасу)                               | Акселерометр, датчик розсіяного світла, магнітометр (для цифрового компасу)                               |
| Операційна система | iOS 3.2                                                                                                   | iOS 3.2                                                                                                   |
| Батарея            | Вбудована літіо-полімерна батарея (10 годин відео, 140 годин аудіо[джерело?], 1 місяць чекання[джерело?]) | Вбудована літіо-полімерна батарея (10 годин відео, 140 годин аудіо[джерело?], 1 місяць чекання[джерело?]) |
| Маса               | 680 грамів                                                                                                | 730 грамів                                                                                                |
| Розміри            | 242.8 × 189,7 × 13.4 мм                                                                                   | 242.8 × 189,7 × 13.4 мм                                                                                   |
| Механічні клавіші  | Додому, чекання, відміна обертання екрану, том.                                                           | Додому, чекання, відміна обертання екрану, том.                                                           |

## Програмне забезпечення
Як і iPhone, iPad використовує тільки власне програмне забезпечення, завантажене з онлайнового магазину App Store. iPad синхронізується з iTunes на PC та Mac. iPad виконує майже всі прикладні програми iPhone, зображуючи їх або в розмірі iPhone, або збільшуючи до розмірів екрану iPad. iPad іде з такими програмами як Safari, Mail, Photos, Video, YouTube, iPod, iTunes, App Store, iBooks, Карти, Замітки, Календар, Контакти та Spotlight Search. Apple перенесла свій пакет програм iWork на iPad, видаливши деякі програми, та продає на App Store програми Pages, Numbers та Keynote. Хоч iPad не розрахований на використання його як мобільного телефона, користувач може з'єднати iPad з навушниками Bluetooth та використовувати Wi-Fi та 3G очікуючи мобільних дзвінків за допомогою програми VoIP. iPad має додаткову програму iBooks, котру можна завантажити з App Store, яка відображає книги та інший контент ePub-формату, завантажений з iBookstore.

## Продажі
Компанія Apple стверджує, що до 3 травня 2010 року було продано 1 мільйон планшетників, до 31 травня — 2 мільйона і до 22 червня — 3 мільйони. Також, Apple розпродала перший мільйон iPad вдвічі швидше, ніж перший мільйон iPhone.
Починаючи з 2014 року продаж iPad почав суттєво зростати.

## Моделі iPad
| Дата виходу | Модель          | Процесор         | Пам'ять                    | Діагональ екрану | OC          |
| ----------- | --------------- | ---------------- | -------------------------- | ---------------- | ----------- |
| 2010        | iPad            | Apple A4         | 16, 32, 64 Гб              | 9,7 дюйма        | iOS 4       |
| 2011        | iPad 2          | Apple A5         | 16, 32, 64 Гб              | 9,7 дюйма        | iOS 4       |
| 2012        | iPad 3          | Apple A5X        | 16, 32, 64 Гб              | 9,7 дюйма        | iOS 5.1     |
| 2012        | iPad 4          | Apple A6X        | 16, 32, 64, 128 Гб         | 9,7 дюйма        | iOS 6       |
| 2012        | iPad Mini       | Apple A5         | 16, 32, 64 Гб              | 7,9 дюйма        | iOS 6       |
| 2013        | iPad Air        | Apple A7         | 16, 32, 64, 128 Гб         | 9,7 дюйма        | iOS 7.0.3   |
| 2013        | iPad mini 2     | Apple A7         | 16, 32, 64, 128 Гб         | 7,9 дюйма        | iOS 7.0.3   |
| 2014        | iPad Air 2      | Apple A8X        | 16, 32, 64, 128 Гб         | 9,7 дюйма        | iOS 7.0.3   |
| 2014        | iPad mini 3     | Apple A7         | 16, 64, 128 Гб             | 7,9 дюйма        | iOS 8.1     |
| 2015        | iPad Pro 12,9   | Apple A9X        | 32, 128, 256 Гб            | 12,9 дюйма       | iOS 9       |
| 2015        | iPad mini 4     | Apple A8         | 16, 32. 64, 128 Гб         | 7,9 дюйма        | iOS 9       |
| 2016        | iPad Pro 9,7    | Apple A9X        | 32, 128, 256 Гб            | 9,7 дюйма        | iOS 9.3     |
| 2017        | iPad 5          | Apple A9         | 32, 128 Гб                 | 9,7 дюйма        | iOS 10      |
| 2017        | iPad Pro 2 10,5 | Apple A10X       | 64, 256, 512 Гб            | 10,5 дюйма       | iOS 10.3.2  |
| 2017        | iPad Pro 2 12,9 | Apple A10X       | 64, 256, 512 Гб            | 12,9 дюйма       | iOS 10.3.2  |
| 2018        | iPad 6          | Apple A10        | 32, 128 Гб                 | 9,7 дюйма        | iOS 11      |
| 2018        | iPad Pro 11     | Apple A12X       | 64, 128, 256, 512 Гб, 1 Тб | 11 дюйма         | iOS 12      |
| 2018        | iPad Pro 2018   | Apple A12X       | 64, 128, 256, 512 Гб, 1 Тб | 12,9 дюйма       | iOS 12      |
| 2019        | iPad Air 3      | Apple A12        | 64, 256 Гб                 | 10,5 дюйма       | iOS 12      |
| 2019        | iPad mini 5     | Apple A12        | 64, 256 Гб                 | 7,9 дюйма        | iOS 12      |
| 2019        | iPad 7          | Apple A10        | 32, 128 Гб                 | 10,2 дюйма       | iPadOS 13.1 |
| 2020        | iPad Pro 2020   | Apple A12Z       | 128, 256, 512 Гб, 1 Тб     | 11/12,9 дюйма    | iPadOS 13.4 |
| 2020        | iPad 8          | Apple A12 Bionic | 32, 128 Гб                 | 10,2 дюйма       | iPadOS 14.0 |
| 2020        | iPad Air 4      | Apple A14        | 64, 256 Гб                 | 10,9 дюйма       | iPadOS 14.0 |

## Хронологія
| Хронологія моделей iPad                     |
| ------------------------------------------- |
| Див. також: Хронологія продуктів Apple Inc. |

Джерело: Apple Newsroom Archive.